# Мулик, Владимир Николаевич
Влади́мир Никола́евич Му́лик (укр. Володимир Миколайович Мулик; 4 января 2006, Винница) — украинский футболист, защитник клуба «Кривбасс»

## Клубная карьера
Владимир Мулик начал свою футбольную карьеру в Виннице, где с 2018 по 2019 год занимался в ВОДЮСШ-2, а затем с 2019 по 2022 год — в КЗ ВОДЮСШ «Нива». В сентябре 2021 года он был включён в заявку взрослой команды «Нивы» и дебютировал 11 сентября в матче Второй лиги Украины против АФСК Киев, выйдя на замену на 82-й минуте. Всего за «Ниву» он провёл 7 матчей в чемпионате.
В марте 2023 года Мулик присоединился к «Кривбассу», где сначала играл за юношескую команду U-19. 12 апреля 2025 года он дебютировал за основную команду в матче Премьер-лиги Украины против киевского «Динамо», выйдя на поле на 85-й минуте.